# 民族愿景

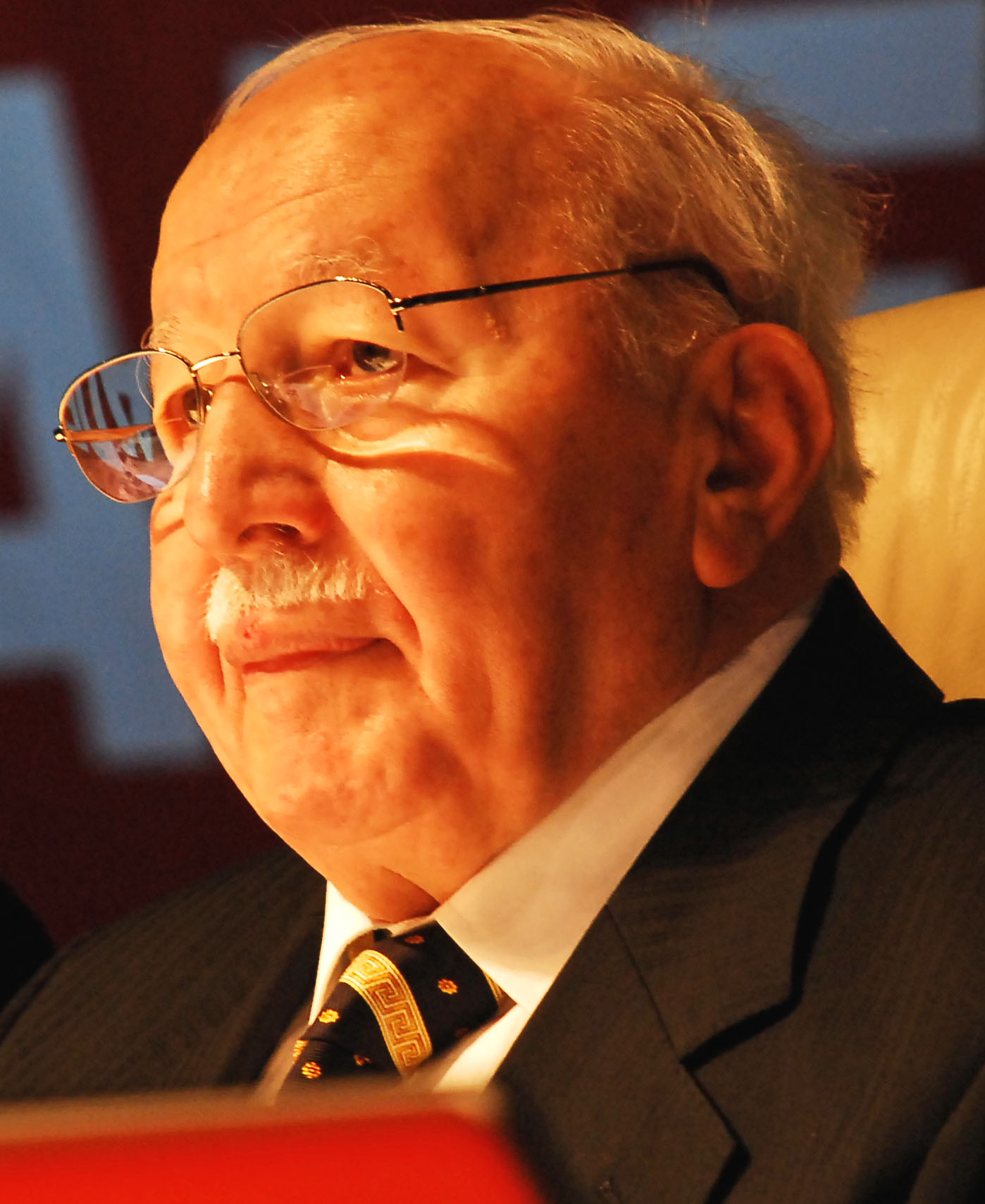
内吉梅丁·埃尔巴坎

民族愿景（Millî Görüş；土耳其語：[milˈliː ɟœˈɾyʃ]）是土耳其的一场宗教政治运动，也用以描述受内吉梅丁·埃尔巴坎启发的一系列伊斯兰政党。它认为，土耳其可以通过保护其核心价值观、信靠真主并通过与西方国家竞争以更快的步伐向前迈进，发展自己的人力和经济实力。土耳其的多个政党都采用了这种意识形态，如新福利党、幸福党、美德党、福利党、救国党和国家秩序党。
它被称为“欧洲领先的土耳其侨民组织”之一，也被描述为在西方运作的最大的伊斯兰组织。该运动成立于1969年，声称截至2005年“在欧洲拥有87,000名成员，其中在德国有50,000名”。该术语还指该组织的“宗教愿景”，强调伊斯兰信仰（伊玛尼）的道德和精神力量，并解释了穆斯林世界如何因无知和模仿西方价值观而衰落。该运动在几乎所有欧洲国家以及澳大利亚、加拿大和美国等国家都十分活跃。